# 12974 Halitherses
A 12974 Halitherses (ideiglenes jelöléssel 1973 SB2) egy kisbolygó a Naprendszerben. Cornelis Johannes van Houten,  Ingrid van Houten-Groeneveld és Tom Gehrels fedezte fel 1973. szeptember 19-én.